# ATP Тур 2004
ATP Тур 2004 (англ. 2004 Association of Tennis Professionals (ATP) World Tour) — элитный мировой тур теннисистов-профессионалов, проводимый Ассоциацией Теннисистов Профессионалов (ATP) с января по ноябрь. В 2004 году он включал:
- 4 турнира Большого шлема (проводится Международной федерацией тенниса (англ. International Tennis Federation, ITF));
- 9 турниров в серии ATP Masters;
- 9 турниров в серии ATP International Series Gold;
- 44 турнира в серии ATP International;
- Командный Кубок Мира;
- Кубок Дэвиса (проводится ITF);
- Masters Cup;
- Летние Олимпийские игры.

## Расписание ATP Тура 2004 года
Ниже представлено полное расписание соревнований по ходу года, включай всех победителей и финалистов турниров — в одиночном, парном и смешанных разрядах.
| Турнир Большого шлема         |
| Кубок Мастерс                 |
| ATP Masters                   |
| ATP International Series Gold |
| ATP International             |
| Командные соревнования        |

### Январь
| Дата начала | Турнир | Чемпионы (Счёт финала)                        | Финалисты                        |
| ----------- | --- | --------------------------------------------- | -------------------------------- |
| 5 января    | Международный теннисный турнир в Аделаиде Аделаида, Австралия ATP International $380,000— Хард — 32S/16D Турнир 2004                                               | Доминик Хрбаты 6-4, 6-0                       | Микаэль Льодра                   |
| 5 января    | Международный теннисный турнир в Аделаиде Аделаида, Австралия ATP International $380,000— Хард — 32S/16D Турнир 2004                                               | Боб Брайан Майк Брайан 7-5, 6-3               | Арно Клеман Микаэль Льодра       |
| 5 января    | Открытый чемпионат Катара Доха, Катар ATP International $1,000,000 — Хард — 32S/16D Турнир 2004                                                                    | Николя Эскюде 6-3, 7-6(4)                     | Иван Любичич                     |
| 5 января    | Открытый чемпионат Катара Доха, Катар ATP International $1,000,000 — Хард — 32S/16D Турнир 2004                                                                    | Мартин Дамм Цирил Сук 6-2, 6-4                | Штефан Коубек Энди Роддик        |
| 5 января    | Открытый чемпионат Ченнаи Ченнаи, Индия ATP International $380,000 — Хард — 32S/16D Турнир 2004                                                                    | Карлос Мойя 6-4, 3-6, 7-6(5)                  | Парадорн Шричапан                |
| 5 января    | Открытый чемпионат Ченнаи Ченнаи, Индия ATP International $380,000 — Хард — 32S/16D Турнир 2004                                                                    | Рафаэль Надаль Томми Робредо 7-6(3), 4-6, 6-3 | Энди Рам Йонатан Эрлих           |
| 12 января   | Heineken Open Окленд, Новая Зеландия ATP International $404,000— Хард — 32S/16D Турнир 2004                                                                        | Доминик Хрбаты 4-6, 6-2, 7-5                  | Рафаэль Надаль                   |
| 12 января   | Heineken Open Окленд, Новая Зеландия ATP International $404,000— Хард — 32S/16D Турнир 2004                                                                        | Махеш Бхупати Фабрис Санторо 4-6, 7-5, 6-3    | Иржи Новак Радек Штепанек        |
| 12 января   | Adidas International Сидней, Австралия ATP International $380,000 — Хард — 32S/16D Турнир 2004                                                                     | Ллейтон Хьюитт 4-3 — отказ                    | Карлос Мойя                      |
| 12 января   | Adidas International Сидней, Австралия ATP International $380,000 — Хард — 32S/16D Турнир 2004                                                                     | Йонас Бьоркман Тодд Вудбридж 7-6(3), 7-5      | Боб Брайан Майк Брайан           |
| 19 января   | Открытый чемпионат Австралии Мельбурн, Австралия Турнир Большого шлема $6,737,000 — Хард — 128S/128Q/64D/32X Одиночный турнир — Парный турнир Турнир смешанных пар | Роджер Федерер 7-6(3), 6-4, 6-2               | Марат Сафин                      |
| 19 января   | Открытый чемпионат Австралии Мельбурн, Австралия Турнир Большого шлема $6,737,000 — Хард — 128S/128Q/64D/32X Одиночный турнир — Парный турнир Турнир смешанных пар | Микаэль Льодра Фабрис Санторо 7-6(4), 6-3     | Боб Брайан Майк Брайан           |
| 19 января   | Открытый чемпионат Австралии Мельбурн, Австралия Турнир Большого шлема $6,737,000 — Хард — 128S/128Q/64D/32X Одиночный турнир — Парный турнир Турнир смешанных пар | Ненад Зимонич Елена Бовина 6-1, 7-6(3)        | Леандер Паес Мартина Навратилова |

### Февраль
| Дата начала | Турнир | Чемпионы (Счёт финала)                                                                                        | Финалисты                                                                  |
| ----------- | --- | --- | -------------------------------------------------------------------------- |
| 2 февраля   | Кубок Дэвиса. 2004. 1-й раунд Аделаида, Австралия — Хард Монтвилль, США — Хард (зал) Минск, Беларусь — Ковёр (зал) Агадир, Марокко — Хард (зал) Бухарест, Румыния — Грунт (зал) Мец, Франция — Грунт (зал) Маастрихт, Нидерланды — Грунт (зал) Брно, Чехия — Ковёр (зал) | Победители Швеция 4-1 США 5-0 Беларусь 3-2 Аргентина 5-0 Швейцария 3-2 Франция 4-1 Нидерланды 4-1 Испания 3-2 | Проигравшие Австралия Австрия Россия Марокко Румыния Хорватия Канада Чехия |
| 9 февраля   | Movistar Open Винья-дель-Мар, Чили ATP International $333,000 — Грунт — 32S/16D Турнир 2004 | Фернандо Гонсалес 7-5, 6-4                                                                                    | Густаво Куэртен                                                            |
| 9 февраля   | Movistar Open Винья-дель-Мар, Чили ATP International $333,000 — Грунт — 32S/16D Турнир 2004 | Гастон Гаудио Хуан Игнасио Чела 7-6(2), 7-6(3)                                                                | Николас Лапентти Мартин Родригес                                           |
| 9 февраля   | Milan Indoor Милан, Италия ATP International $375,750 — Ковёр (зал) — 32S/16D Турнир 2004 | Антони Дюпюи 6-4, 6-7(12), 7-6(5)                                                                             | Марио Анчич                                                                |
| 9 февраля   | Milan Indoor Милан, Италия ATP International $375,750 — Ковёр (зал) — 32S/16D Турнир 2004 | Павел Визнер Джаред Палмер 6-4, 6-4                                                                           | Даниэле Браччали Джорджо Галимберти                                        |
| 9 февраля   | Siebel Open Сан-Хосе, США ATP International $380,000 — Хард (зал) — 32S/16D Турнир 2004 | Энди Роддик 7-6(13), 6-4                                                                                      | Марди Фиш                                                                  |
| 9 февраля   | Siebel Open Сан-Хосе, США ATP International $380,000 — Хард (зал) — 32S/16D Турнир 2004 | Джеймс Блейк Марди Фиш 6-2, 7-5                                                                               | Рик Лич Брайан Макфи                                                       |
| 16 февраля  | Открытый чемпионат Буэнос-Айреса Буэнос-Айрес, Аргентина ATP International $380,000 — Грунт — 32S/16D Турнир 2004 | Гильермо Кориа 6-4, 6-1                                                                                       | Карлос Мойя                                                                |
| 16 февраля  | Открытый чемпионат Буэнос-Айреса Буэнос-Айрес, Аргентина ATP International $380,000 — Грунт — 32S/16D Турнир 2004 | Лукас Арнольд Кер Мариано Худ 7-5, 6−7(2), 6-4                                                                | Федерико Браун Диего Веронелли                                             |
| 16 февраля  | Kroger St. Jude International Мемфис, США ATP International Series Gold $690,000 — Хард (зал) — 32S/16D Турнир 2004 | Йоахим Юханссон 7-6(5), 6-3                                                                                   | Николас Кифер                                                              |
| 16 февраля  | Kroger St. Jude International Мемфис, США ATP International Series Gold $690,000 — Хард (зал) — 32S/16D Турнир 2004 | Боб Брайан Майк Брайан 6-3, 6-4                                                                               | Джефф Кутзе Крис Хаггард                                                   |
| 16 февраля  | ABN AMRO World Tennis Tournament Роттердам, Нидерланды ATP International Series Gold $842,000 — Хард (зал) — 32S/16D Турнир 2004 | Ллейтон Хьюитт 6-7(1), 7-5, 6-4                                                                               | Хуан Карлос Ферреро                                                        |
| 16 февраля  | ABN AMRO World Tennis Tournament Роттердам, Нидерланды ATP International Series Gold $842,000 — Хард (зал) — 32S/16D Турнир 2004 | Пол Хенли Радек Штепанек 5-7, 7-6(5), 7-5                                                                     | Энди Рам Йонатан Эрлих                                                     |
| 23 февраля  | Открытый чемпионат Бразилии Коста-ду-Сауипе, Бразилия ATP International $380,000 — Грунт — 32S/16D Турнир 2004 | Густаво Куэртен 3-6, 6-2, 6-3                                                                                 | Агустин Кальери                                                            |
| 23 февраля  | Открытый чемпионат Бразилии Коста-ду-Сауипе, Бразилия ATP International $380,000 — Грунт — 32S/16D Турнир 2004 | Марцин Матковский Мариуш Фирстенберг 6-2, 6-2                                                                 | Томас Беренд Леош Фридль                                                   |
| 23 февраля  | Open 13 Марсель, Франция ATP International $593,750 — Хард (зал) — 32S/16D Турнир 2004 | Доминик Хрбаты 4-6, 6-4, 6-4                                                                                  | Робин Сёдерлинг                                                            |
| 23 февраля  | Open 13 Марсель, Франция ATP International $593,750 — Хард (зал) — 32S/16D Турнир 2004 | Даниэль Нестор Марк Ноулз 7-5, 6-3                                                                            | Мартин Дамм Цирил Сук                                                      |

### Март
| Дата начала | Турнир | Чемпионы (Счёт финала)                     | Финалисты                       |
| ----------- | --- | ------------------------------------------ | ------------------------------- |
| 1 марта     | Открытый чемпионат Мексики Акапулько, Мексика ATP International Series Gold $627,000 — Грунт — 32S/16D Турнир 2004 | Карлос Мойя 6-3, 6-0                       | Фернандо Вердаско               |
| 1 марта     | Открытый чемпионат Мексики Акапулько, Мексика ATP International Series Gold $627,000 — Грунт — 32S/16D Турнир 2004 | Боб Брайан Майк Брайан 6-2, 6-3            | Николас Массу Хуан Игнасио Чела |
| 1 марта     | Теннисный чемпионат Дубая Дубай, ОАЭ ATP International Series Gold $1,000,000 — Хард — 32S/16D Турнир 2004         | Роджер Федерер 4-6, 6-1, 6-2               | Фелисиано Лопес                 |
| 1 марта     | Теннисный чемпионат Дубая Дубай, ОАЭ ATP International Series Gold $1,000,000 — Хард — 32S/16D Турнир 2004         | Махеш Бхупати Фабрис Санторо 6-2, 4-6, 6-4 | Йонас Бьоркман Леандер Паес     |
| 1 марта     | Franklin Templeton Tennis Classic Скоттсдейл, США ATP International $380,000 — Хард — 32S/16D Турнир 2004          | Винсент Спейди 7-5, 6-7(5), 6-3            | Николас Кифер                   |
| 1 марта     | Franklin Templeton Tennis Classic Скоттсдейл, США ATP International $380,000 — Хард — 32S/16D Турнир 2004          | Рик Лич Брайан Макфи 6-3, 6-1              | Джефф Кутзе Крис Хаггард        |
| 8 марта     | Pacific Life Open Индиан-Уэллс, США ATP Masters $2,779,600 — Хард — 96S/32D Одиночный турнир — Парный турнир       | Роджер Федерер 6-3, 6-3                    | Тим Хенмен                      |
| 8 марта     | Pacific Life Open Индиан-Уэллс, США ATP Masters $2,779,600 — Хард — 96S/32D Одиночный турнир — Парный турнир       | Арно Клеман Себастьян Грожан 6-3, 4-6, 7-5 | Уэйн Блэк Кевин Ульетт          |
| 22 марта    | NASDAQ-100 Open Майами, США ATP Masters $3,200,000 — Хард — 96S/32D Одиночный турнир — Парный турнир               | Энди Роддик 6-7(2) 6-3 6-1 — отказ         | Гильермо Кориа                  |
| 22 марта    | NASDAQ-100 Open Майами, США ATP Masters $3,200,000 — Хард — 96S/32D Одиночный турнир — Парный турнир               | Уэйн Блэк Кевин Ульетт 6-2, 7-6(12)        | Йонас Бьоркман Тодд Вудбридж    |

### Апрель
| Дата начала | Турнир | Чемпионы (Счёт финала)                                  | Финалисты                                         |
| ----------- | --- | ------------------------------------------------------- | ------------------------------------------------- |
| 5 апреля    | Кубок Дэвиса. 2004. 1/4 финала Делрей-Бич, США — Хард Минск, Беларусь — Ковёр (зал) Прилли, Швейцария — Хард (зал) Пальма, Испания — Грунт | Победители США 4-1 Беларусь 5-0 Франция 3-2 Испания 4-1 | Проигравшие Швеция Аргентина Швейцария Нидерланды |
| 12 апреля   | Открытый чемпионат Валенсии Валенсия, Испания ATP International $395,750 — Грунт — 32S/16D Турнир 2004                                     | Фернандо Вердаско 7-6(5) 6-3                            | Альберт Монтаньес                                 |
| 12 апреля   | Открытый чемпионат Валенсии Валенсия, Испания ATP International $395,750 — Грунт — 32S/16D Турнир 2004                                     | Мартин Родригес Гастон Этлис 7-5, 7-6(5)                | Марк Лопес Фелисиано Лопес                        |
| 12 апреля   | Грунтовый чемпионат США Хьюстон, США ATP International $400,000- Грунт — 32S/16D Турнир 2004                                               | Томми Хаас 6-3, 6-4                                     | Энди Роддик                                       |
| 12 апреля   | Грунтовый чемпионат США Хьюстон, США ATP International $400,000- Грунт — 32S/16D Турнир 2004                                               | Джеймс Блейк Марди Фиш 6-3, 6-4                         | Рик Лич Брайан Макфи                              |
| 12 апреля   | Открытый чемпионат Эшторила Оэйраш, Португалия ATP International $519,750 — Грунт — 32S/16D Турнир 2004                                    | Хуан Игнасио Чела 6-7(2), 6-3, 6-3                      | Марат Сафин                                       |
| 12 апреля   | Открытый чемпионат Эшторила Оэйраш, Португалия ATP International $519,750 — Грунт — 32S/16D Турнир 2004                                    | Гастон Гаудио Хуан Игнасио Чела 6-2, 6-1                | Леош Фридль Франтишек Чермак                      |
| 19 апреля   | Masters Series Monte-Carlo Рокебрюн — Кап-Мартен, Франция ATP Masters $2,425,500 — Грунт — 64S/24D Одиночный турнир — Парный турнир        | Гильермо Кориа 6-2, 6-1, 6-3                            | Райнер Шуттлер                                    |
| 19 апреля   | Masters Series Monte-Carlo Рокебрюн — Кап-Мартен, Франция ATP Masters $2,425,500 — Грунт — 64S/24D Одиночный турнир — Парный турнир        | Ненад Зимонич Тим Хенмен 7-5, 6-2                       | Мартин Родригес Гастон Этлис                      |
| 26 апреля   | Приз графа Годо Барселона, Испания ATP International Series Gold $990,000 — Грунт — 56S/28D Турнир 2004                                    | Томми Робредо 6-3, 4-6, 6-2, 3-6, 6-3                   | Гастон Гаудио                                     |
| 26 апреля   | Приз графа Годо Барселона, Испания ATP International Series Gold $990,000 — Грунт — 56S/28D Турнир 2004                                    | Даниэль Нестор Марк Ноулз 4-6, 6-3, 6-4                 | Себастьян Прието Мариано Худ                      |
| 26 апреля   | BMW Open Мюнхен, Германия ATP International $375,750 — Грунт — 32S/16D Турнир 2004                                                         | Николай Давыденко 6-4, 7-5                              | Мартин Веркерк                                    |
| 26 апреля   | BMW Open Мюнхен, Германия ATP International $375,750 — Грунт — 32S/16D Турнир 2004                                                         | Джеймс Блейк Марк Мерклейн 6-2, 6-4                     | Ненад Зимонич Юлиан Ноул                          |

### Май
| Дата начала | Турнир | Чемпионы (Счёт финала)                     | Финалисты                     |
| ----------- | --- | ------------------------------------------ | ----------------------------- |
| 3 мая       | Открытый чемпионат Италии Рим, Италия ATP Masters $2,425,500 — Грунт — 64S/24D Одиночный турнир — Парный турнир                                              | Карлос Мойя 6-3, 6-3, 6-1                  | Давид Налбандян               |
| 3 мая       | Открытый чемпионат Италии Рим, Италия ATP Masters $2,425,500 — Грунт — 64S/24D Одиночный турнир — Парный турнир                                              | Махеш Бхупати Максим Мирный 2-6, 6-3, 6-4  | Уэйн Артурс Пол Хенли         |
| 10 мая      | Открытый чемпионат Германии Гамбург, Германия ATP Masters $2,425,500 — Грунт — 64S/24D Одиночный турнир — Парный турнир                                      | Роджер Федерер 4-6, 6-4, 6-2, 6-3          | Гильермо Кориа                |
| 10 мая      | Открытый чемпионат Германии Гамбург, Германия ATP Masters $2,425,500 — Грунт — 64S/24D Одиночный турнир — Парный турнир                                      | Уэйн Блэк Кевин Ульетт 6-4, 6-2            | Боб Брайан Майк Брайан        |
| 17 мая      | Гран-при Хасана II Касабланка, Марокко ATP International $351,000 — Грунт — 32S/16D Турнир 2004                                                              | Сантьяго Вентура 6-3, 1-6, 6-4             | Доминик Хрбаты                |
| 17 мая      | Гран-при Хасана II Касабланка, Марокко ATP International $351,000 — Грунт — 32S/16D Турнир 2004                                                              | Энцо Артони Фернандо Висенте 3-6, 6-0, 6-4 | Ив Аллегро Михаэль Кольманн   |
| 17 мая      | International Raiffeisen Grand Prix Санкт-Пёльтен, Австрия ATP International $375,750 — Грунт — 32S/16D Турнир 2004                                          | Филиппо Воландри 6-1, 6-4                  | Ксавье Малисс                 |
| 17 мая      | International Raiffeisen Grand Prix Санкт-Пёльтен, Австрия ATP International $375,750 — Грунт — 32S/16D Турнир 2004                                          | Петр Пала Мариано Худ 3-6, 7-5, 6-4        | Леош Фридль Томаш Цибулец     |
| 17 мая      | Командный кубок мира Дюссельдорф, Германия Командный турнир $2,100,000 — Грунт — 8 команд (Группа) Турнир 2004                                               | Чили · 2-1                                 | Австралия                     |
| 24 мая      | Открытый чемпионат Франции Париж, Франция Турнир Большого шлема $7,462,318 — Грунт — 128S/128Q/64D/32X Одиночный турнир — Парный турнир Турнир смешанных пар | Гастон Гаудио 0-6, 3-6, 6-4, 6-1, 8-6      | Гильермо Кориа                |
| 24 мая      | Открытый чемпионат Франции Париж, Франция Турнир Большого шлема $7,462,318 — Грунт — 128S/128Q/64D/32X Одиночный турнир — Парный турнир Турнир смешанных пар | Ксавье Малисс Оливье Рохус 7-5, 7-5        | Микаэль Льодра Фабрис Санторо |
| 24 мая      | Открытый чемпионат Франции Париж, Франция Турнир Большого шлема $7,462,318 — Грунт — 128S/128Q/64D/32X Одиночный турнир — Парный турнир Турнир смешанных пар | Ришар Гаске Татьяна Головин 6-3, 6-4       | Уэйн Блэк Кара Блэк           |

### Июнь
| Дата начала | Турнир | Чемпионы (Счёт финала)                          | Финалисты                  |
| ----------- | --- | ----------------------------------------------- | -------------------------- |
| 7 июня      | Stella Artois Championships Лондон, Великобритания ATP International $761,750 — Трава — 56S/24D Турнир 2004                                                       | Энди Роддик 7-6(4), 6-4                         | Себастьян Грожан           |
| 7 июня      | Stella Artois Championships Лондон, Великобритания ATP International $761,750 — Трава — 56S/24D Турнир 2004                                                       | Боб Брайан Майк Брайан 6-4, 6-4                 | Даниэль Нестор Марк Ноулз  |
| 7 июня      | Gerry Weber Open Халле, Германия ATP International $791,750 — Трава — 32S/16D Турнир 2004                                                                         | Роджер Федерер 6-0, 6-3                         | Марди Фиш                  |
| 7 июня      | Gerry Weber Open Халле, Германия ATP International $791,750 — Трава — 32S/16D Турнир 2004                                                                         | Леандер Паес Давид Рикл 6-2, 7-5                | Петр Пала Томаш Цибулец    |
| 14 июня     | Открытый чемпионат Ноттингема Ноттингем, Великобритания ATP International $375,750 — Трава — 32S/16D Турнир 2004                                                  | Парадорн Шричапан 1-6, 7-6(4), 6-3              | Томас Юханссон             |
| 14 июня     | Открытый чемпионат Ноттингема Ноттингем, Великобритания ATP International $375,750 — Трава — 32S/16D Турнир 2004                                                  | Тодд Вудбридж Пол Хенли 6-4, 6-3                | Рик Лич Брайан Макфи       |
| 14 июня     | Чемпионат Росмалена Хертогенбос, Нидерланды ATP International $375,750 — Трава — 32S/16D Турнир 2004                                                              | Микаэль Льодра 6-3, 6-4                         | Гильермо Кориа             |
| 14 июня     | Чемпионат Росмалена Хертогенбос, Нидерланды ATP International $375,750 — Трава — 32S/16D Турнир 2004                                                              | Мартин Дамм Цирил Сук 6-3 6-7(7) 6-3            | Ларс Бургсмюллер Ян Вацек  |
| 21 июня     | Уимблдонский турнир Лондон, Великобритания Турнир Большого шлема $8,328,704 — Трава — 128S/128Q/64D/16Q/48X Одиночный турнир — Парный турнир Турнир смешанных пар | Роджер Федерер 4-6, 7-5, 7-6(3), 6-4            | Энди Роддик                |
| 21 июня     | Уимблдонский турнир Лондон, Великобритания Турнир Большого шлема $8,328,704 — Трава — 128S/128Q/64D/16Q/48X Одиночный турнир — Парный турнир Турнир смешанных пар | Йонас Бьоркман Тодд Вудбридж 6-1, 6-4, 4-6, 6-4 | Ненад Зимонич Юлиан Ноул   |
| 21 июня     | Уимблдонский турнир Лондон, Великобритания Турнир Большого шлема $8,328,704 — Трава — 128S/128Q/64D/16Q/48X Одиночный турнир — Парный турнир Турнир смешанных пар | Уэйн Блэк Кара Блэк 3-6, 7-6(8), 6-4            | Тодд Вудбридж Алисия Молик |

### Июль
| Дата начала | Турнир | Чемпионы (Счёт финала)                           | Финалисты                       |
| ----------- | --- | ------------------------------------------------ | ------------------------------- |
| 5 июля      | Открытый чемпионат Швеции Бостад, Швеция ATP International $375,750 — Грунт — 32S/16D Турнир 2004                 | Мариано Сабалета 6-1, 4-6, 7-6(4)                | Гастон Гаудио                   |
| 5 июля      | Открытый чемпионат Швеции Бостад, Швеция ATP International $375,750 — Грунт — 32S/16D Турнир 2004                 | Махеш Бхупати Йонас Бьоркман 4-6, 7-6(2), 7-6(6) | Симон Аспелин Тодд Перри        |
| 5 июля      | Suisse Open Gstaad Гштад, Швейцария ATP International $544,750 — Грунт — 32S/16D Турнир 2004                      | Роджер Федерер 6-2, 6-3, 5-7, 6-3                | Игорь Андреев                   |
| 5 июля      | Suisse Open Gstaad Гштад, Швейцария ATP International $544,750 — Грунт — 32S/16D Турнир 2004                      | Леандер Паес Давид Рикл 6-4, 6-2                 | Станислас Вавринка Марк Россе   |
| 5 июля      | Hall of Fame Tennis Championships Ньюпорт, США ATP International $380,000 — Трава — 32S/16D Турнир 2004           | Грег Руседски 7-6(5), 7-6(2)                     | Александр Попп                  |
| 5 июля      | Hall of Fame Tennis Championships Ньюпорт, США ATP International $380,000 — Трава — 32S/16D Турнир 2004           | Джордан Керр Джим Томас 6-3, 6-7(5), 6-3         | Грегори Карра Николя Маю        |
| 12 июля     | Открытый чемпионат Нидерландов Амерсфорт, Нидерланды ATP International $375,750 — Грунт — 32S/16D Турнир 2004     | Мартин Веркерк 7-6(5), 4-6, 6-4                  | Фернандо Гонсалес               |
| 12 июля     | Открытый чемпионат Нидерландов Амерсфорт, Нидерланды ATP International $375,750 — Грунт — 32S/16D Турнир 2004     | Ярослав Левинский Давид Шкох 6-0, 2-6, 7-5       | Хосе Акасусо Луис Орна          |
| 12 июля     | Mercedes-Benz Cup Лос-Анджелес, США ATP International $380,000 — Хард — 32S/16D Турнир 2004                       | Томми Хаас 7-6(6), 6-4                           | Николас Кифер                   |
| 12 июля     | Mercedes-Benz Cup Лос-Анджелес, США ATP International $380,000 — Хард — 32S/16D Турнир 2004                       | Боб Брайан Майк Брайан 6-3, 7-6(6)               | Уэйн Артурс Пол Хенли           |
| 12 июля     | Mercedes Cup Штутгарт, Германия ATP International Series Gold $614,750 — Грунт — 48S/16D Турнир 2004              | Гильермо Каньяс 5-7, 6-2, 6-0, 1-6, 6-3          | Гастон Гаудио                   |
| 12 июля     | Mercedes Cup Штутгарт, Германия ATP International Series Gold $614,750 — Грунт — 48S/16D Турнир 2004              | Иржи Новак Радек Штепанек 6-2, 6-4               | Симон Аспелин Тодд Перри        |
| 19 июля     | RCA Championships Индианаполис, США ATP International $600,000 — Хард — 48S/16D Турнир 2004                       | Энди Роддик 6-2, 6-3                             | Николас Кифер                   |
| 19 июля     | RCA Championships Индианаполис, США ATP International $600,000 — Хард — 48S/16D Турнир 2004                       | Джордан Керр Джим Томас 6-7(7), 7-6(3), 6-3      | Уэйн Блэк Кевин Ульетт          |
| 19 июля     | Открытый чемпионат Австрии Кицбюэль, Австрия ATP International Series Gold $724,750 — Грунт — 48S/16D Турнир 2004 | Николас Массу 7-6(3), 6-4                        | Гастон Гаудио                   |
| 19 июля     | Открытый чемпионат Австрии Кицбюэль, Австрия ATP International Series Gold $724,750 — Грунт — 48S/16D Турнир 2004 | Леош Фридль Франтишек Чермак 6-3, 7-5            | Лукас Арнольд Кер Мартин Гарсия |
| 19 июля     | Открытый чемпионат Хорватии Умаг, Хорватия ATP International $395,750 — Грунт — 32S/16D Турнир 2004               | Гильермо Каньяс 7-5, 6-3                         | Филиппо Воландри                |
| 19 июля     | Открытый чемпионат Хорватии Умаг, Хорватия ATP International $395,750 — Грунт — 32S/16D Турнир 2004               | Хосе Акасусо Флавио Саретта 4-6, 6-2, 6-4        | Ярослав Левинский Давид Шкох    |
| 26 июля     | Rogers Cup Торонто, Канада ATP Masters $2,257,000 — Хард — 64S/24D Одиночный турнир — Парный турнир               | Роджер Федерер 7-5, 6-3                          | Энди Роддик                     |
| 26 июля     | Rogers Cup Торонто, Канада ATP Masters $2,257,000 — Хард — 64S/24D Одиночный турнир — Парный турнир               | Махеш Бхупати Леандер Паес 6-4, 6-2              | Йонас Бьоркман Максим Мирный    |

### Август
| Дата начала | Турнир | Чемпионы (Счёт финала)                                     | Финалисты                       |
| ----------- | --- | ---------------------------------------------------------- | ------------------------------- |
| 2 августа   | Cincinnati Masters Цинциннати, США ATP Masters $2,450,000 — Хард — 64S/24D Одиночный турнир — Парный турнир                                            | Андре Агасси 6-3, 3-6, 6-2                                 | Ллейтон Хьюитт                  |
| 2 августа   | Cincinnati Masters Цинциннати, США ATP Masters $2,450,000 — Хард — 64S/24D Одиночный турнир — Парный турнир                                            | Даниэль Нестор Марк Ноулз 6-2, 3-6, 6-3                    | Йонас Бьоркман Тодд Вудбридж    |
| 9 августа   | Idea Prokom Open Сопот, Польша ATP International $494,750 — Грунт — 32S/16D Турнир 2004                                                                | Рафаэль Надаль 6-3, 6-4                                    | Хосе Акасусо                    |
| 9 августа   | Idea Prokom Open Сопот, Польша ATP International $494,750 — Грунт — 32S/16D Турнир 2004                                                                | Леош Фридль Франтишек Чермак 2-6, 6-2, 6-3                 | Мартин Гарсия Себастьян Прието  |
| 16 августа  | Летние Олимпийские игры Афины, Греция Олимпийские игры Хард — 64S/32D Одиночный турнир — Парный турнир                                                 | Николас Массу 6-3, 3-6, 2-6, 6-3, 6-4                      | Марди Фиш                       |
| 16 августа  | Летние Олимпийские игры Афины, Греция Олимпийские игры Хард — 64S/32D Одиночный турнир — Парный турнир                                                 | Фернандо Гонсалес Николас Массу 6-2, 4-6, 3-6, 7-6(7), 6-4 | Николас Кифер Райнер Шуттлер    |
| 16 августа  | Legg Mason Tennis Classic Вашингтон, США ATP International $500,000 — Хард — 32S/16D Турнир 2004                                                       | Ллейтон Хьюитт 6-3, 6-4                                    | Жиль Мюллер                     |
| 16 августа  | Legg Mason Tennis Classic Вашингтон, США ATP International $500,000 — Хард — 32S/16D Турнир 2004                                                       | Робби Кёниг Крис Хаггард 7-6(3), 6-1                       | Тревис Пэрротт Дмитрий Турсунов |
| 23 августа  | TD Waterhouse Cup Лонг-Айленд, США ATP International $380,000 — Хард — 32S/16D Турнир 2004                                                             | Ллейтон Хьюитт 6-3, 6-1                                    | Луис Орна                       |
| 23 августа  | TD Waterhouse Cup Лонг-Айленд, США ATP International $380,000 — Хард — 32S/16D Турнир 2004                                                             | Антони Дюпюи Микаэль Льодра 6-2, 6-4                       | Ив Аллегро Михаэль Кольманн     |
| 30 августа  | Открытый чемпионат США Нью-Йорк, США Турнир Большого шлема $7,946,000 — Хард — 128S/128Q/64D/32X Одиночный турнир — Парный турнир Турнир смешанных пар | Роджер Федерер 6-0, 7-6(3), 6-0                            | Ллейтон Хьюитт                  |
| 30 августа  | Открытый чемпионат США Нью-Йорк, США Турнир Большого шлема $7,946,000 — Хард — 128S/128Q/64D/32X Одиночный турнир — Парный турнир Турнир смешанных пар | Даниэль Нестор Марк Ноулз 6-3, 6-3                         | Леандер Паес Давид Рикл         |
| 30 августа  | Открытый чемпионат США Нью-Йорк, США Турнир Большого шлема $7,946,000 — Хард — 128S/128Q/64D/32X Одиночный турнир — Парный турнир Турнир смешанных пар | Боб Брайан Вера Звонарёва 6-3, 6-4                         | Тодд Вудбридж Алисия Молик      |

### Сентябрь
| Дата начала | Турнир | Чемпионы (Счёт финала)                             | Финалисты                       |
| ----------- | --- | -------------------------------------------------- | ------------------------------- |
| 13 сентября | Открытый чемпионат Румынии Бухарест, Румыния ATP International $375,000 — Грунт — 32S/16D Турнир 2004                  | Хосе Акасусо 6-3, 6-0                              | Игорь Андреев                   |
| 13 сентября | Открытый чемпионат Румынии Бухарест, Румыния ATP International $375,000 — Грунт — 32S/16D Турнир 2004                  | Лукас Арнольд-Кер Мариано Худ 7-6(5) 6-1           | Хосе Акасусо Оскар Эрнандес     |
| 13 сентября | Международный теннисный чемпионат в Делрей-Бич Делрей-Бич, США ATP International $380,000 — Хард — 32S/16D Турнир 2004 | Рикардо Мельо 7-6(2), 6-3                          | Винсент Спейди                  |
| 13 сентября | Международный теннисный чемпионат в Делрей-Бич Делрей-Бич, США ATP International $380,000 — Хард — 32S/16D Турнир 2004 | Леандер Паес Радек Штепанек 6-0, 6-3               | Мартин Родригес Гастон Этлис    |
| 13 сентября | Открытый чемпионат Китая Пекин, Китай ATP International $500,000 — Хард — 32S/16D Турнир 2004                          | Марат Сафин 7-6(4), 7-5                            | Михаил Южный                    |
| 13 сентября | Открытый чемпионат Китая Пекин, Китай ATP International $500,000 — Хард — 32S/16D Турнир 2004                          | Джастин Гимельстоб Грейдон Оливер 4-6, 6-4, 7-6(6) | Алекс Богомолов-мл. Тейлор Дент |
| 20 сентября | Кубок Дэвиса 2004. 1/2 финала Чарлстон, США — Хард Аликанте, Испания — Грунт                                           | Победители США 4-0 Испания 4-1                     | Проигравшие Беларусь Франция    |
| 27 сентября | Открытый чемпионат Таиланда Бангкок, Таиланд ATP International $550,000 — Хард (зал) — 32S/16D Турнир 2004             | Роджер Федерер 6-4, 6-0                            | Энди Роддик                     |
| 27 сентября | Открытый чемпионат Таиланда Бангкок, Таиланд ATP International $550,000 — Хард (зал) — 32S/16D Турнир 2004             | Джастин Гимельстоб Грейдон Оливер 5-7, 6-4, 6-4    | Ив Аллегро Роджер Федерер       |
| 27 сентября | Международный теннисный чемпионат на Сицилии Палермо, Италия ATP International $375,500 — Грунт — 32S/16D Турнир 2004  | Томаш Бердых 6-3, 6-3                              | Филиппо Воландри                |
| 27 сентября | Международный теннисный чемпионат на Сицилии Палермо, Италия ATP International $375,500 — Грунт — 32S/16D Турнир 2004  | Лукас Арнольд Кер Мариано Худ 7-5, 6-2             | Мартин Родригес Гастон Этлис    |
| 27 сентября | Открытый чемпионат Шанхая Шанхай, Китай ATP International $380,000 — Хард — 32S/16D Турнир 2004                        | Гильермо Каньяс 6-1, 6-0                           | Ларс Бургсмюллер                |
| 27 сентября | Открытый чемпионат Шанхая Шанхай, Китай ATP International $380,000 — Хард — 32S/16D Турнир 2004                        | Павел Визнер Джаред Палмер 4-6, 7-6(4), 7-6(11)    | Рик Лич Брайан Макфи            |

### Октябрь
| Дата начала | Турнир | Чемпионы (Счёт финала)                        | Финалисты                        |
| ----------- | --- | --------------------------------------------- | -------------------------------- |
| 4 октября   | Гран-при Лиона Лион, Франция ATP International $791,750 — Ковёр (зал) — 32S/16D Турнир 2004                                  | Робин Сёдерлинг 6-2, 3-6, 6-4                 | Ксавье Малисс                    |
| 4 октября   | Гран-при Лиона Лион, Франция ATP International $791,750 — Ковёр (зал) — 32S/16D Турнир 2004                                  | Энди Рам Йонатан Эрлих 7-6(2), 6-2            | Йонас Бьоркман Радек Штепанек    |
| 4 октября   | Открытый чемпионат Японии Токио, Япония ATP International Series Gold $690,000 — Хард — 48S/16D Турнир 2004                  | Иржи Новак 5-7, 6-1, 6-3                      | Тейлор Дент                      |
| 4 октября   | Открытый чемпионат Японии Токио, Япония ATP International Series Gold $690,000 — Хард — 48S/16D Турнир 2004                  | Павел Визнер Джаред Палмер 5-1 — отказ        | Иржи Новак Петр Пала             |
| 11 октября  | Открытый чемпионат Вены Вена, Австрия ATP International Series Gold $682,750 — Хард (зал) — 32S/16D Турнир 2004              | Фелисиано Лопес 6-4, 1-6, 7-5, 3-6, 7-5       | Гильермо Каньяс                  |
| 11 октября  | Открытый чемпионат Вены Вена, Австрия ATP International Series Gold $682,750 — Хард (зал) — 32S/16D Турнир 2004              | Мартин Дамм Цирил Сук 6-7(4) 6-4 7-6(4)       | Мартин Родригес Гастон Этлис     |
| 11 октября  | Open de Moselle Мец, Франция ATP International $375,750 — Хард (зал) — 32S/16D Турнир 2004                                   | Жером Энель 7-6(9), 6-4                       | Ришар Гаске                      |
| 11 октября  | Open de Moselle Мец, Франция ATP International $375,750 — Хард (зал) — 32S/16D Турнир 2004                                   | Арно Клеман Николя Маю 6-2, 7-6(8)            | Урос Вико Иван Любичич           |
| 11 октября  | Кубок Кремля Москва, Россия ATP International $1,000,000 — Ковёр (зал) — 32S/16D Турнир 2004                                 | Николай Давыденко 3-6, 6-3, 7-5               | Грег Руседски                    |
| 11 октября  | Кубок Кремля Москва, Россия ATP International $1,000,000 — Ковёр (зал) — 32S/16D Турнир 2004                                 | Игорь Андреев Николай Давыденко 3-6, 6-3, 6-4 | Махеш Бхупати Йонас Бьоркман     |
| 18 октября  | Masters Series Madrid Мадрид, Испания ATP Masters $2,425,500 — Хард (зал) — 48S/24D Одиночный турнир — Парный турнир         | Марат Сафин 6-2, 6-4, 6-3                     | Давид Налбандян                  |
| 18 октября  | Masters Series Madrid Мадрид, Испания ATP Masters $2,425,500 — Хард (зал) — 48S/24D Одиночный турнир — Парный турнир         | Даниэль Нестор Марк Ноулз 6-3 6-4             | Боб Брайан Майк Брайан           |
| 25 октября  | Davidoff Swiss Indoors Базель, Швейцария ATP International $989,750 — Ковёр (зал) — 32S/16D Турнир 2004                      | Иржи Новак 5-7, 6-3, 6-4, 1-6, 6-2            | Давид Налбандян                  |
| 25 октября  | Davidoff Swiss Indoors Базель, Швейцария ATP International $989,750 — Ковёр (зал) — 32S/16D Турнир 2004                      | Боб Брайан Майк Брайан 7-6(9), 6-2            | Лукас Арнольд-Кер Мариано Худ    |
| 25 октября  | Открытый чемпионат Санкт-Петербурга Санкт-Петербург, Россия ATP International $1,000,000 — Ковёр (зал) — 32S/16D Турнир 2004 | Михаил Южный 6-2, 6-2                         | Кароль Бек                       |
| 25 октября  | Открытый чемпионат Санкт-Петербурга Санкт-Петербург, Россия ATP International $1,000,000 — Ковёр (зал) — 32S/16D Турнир 2004 | Арно Клеман Микаэль Льодра 6-3, 6-2           | Ярослав Левинский Доминик Хрбаты |
| 25 октября  | Открытый чемпионат Стокгольма Стокгольм, Швеция ATP International $643,750 — Хард (зал) — 32S/16D Турнир 2004                | Томас Юханссон 3-6, 6-3, 7-6(4)               | Андре Агасси                     |
| 25 октября  | Открытый чемпионат Стокгольма Стокгольм, Швеция ATP International $643,750 — Хард (зал) — 32S/16D Турнир 2004                | Фернандо Вердаско Фелисиано Лопес 6-4, 6-4    | Уэйн Артурс Пол Хенли            |

### Ноябрь
| Дата начала | Турнир | Чемпионы (Счёт финала)                    | Финалисты              |
| ----------- | --- | ----------------------------------------- | ---------------------- |
| 1 ноября    | BNP Paribas Masters Париж, Франция ATP Masters $2,425,250 — Ковёр (зал) — 48S/24D Одиночный турнир — Парный турнир | Марат Сафин 6-3, 7-6(5), 6-3              | Радек Штепанек         |
| 1 ноября    | BNP Paribas Masters Париж, Франция ATP Masters $2,425,250 — Ковёр (зал) — 48S/24D Одиночный турнир — Парный турнир | Йонас Бьоркман Тодд Вудбридж 6-3, 6-4     | Уэйн Блэк Кевин Ульетт |
| 8 ноября    | Tennis Masters Cup Хьюстон, США Кубок Мастерс $4,450,000 — Хард — 8S/8D (Группа) Одиночный турнир — Парный турнир  | Роджер Федерер 6-3, 6-2                   | Ллейтон Хьюитт         |
| 8 ноября    | Tennis Masters Cup Хьюстон, США Кубок Мастерс $4,450,000 — Хард — 8S/8D (Группа) Одиночный турнир — Парный турнир  | Боб Брайан Майк Брайан 4-6, 7-5, 6-4, 6-2 | Уэйн Блэк Кевин Ульетт |
| 29 ноября   | Кубок Дэвиса 2004. Финал Севилья, Испания — Грунт                                                                  | Испания 3-2                               | США                    |

## Рейтинг ATP

### Одиночный рейтинг
| по данным на 20 декабря 2004 | по данным на 20 декабря 2004 | по данным на 20 декабря 2004 | по данным на 20 декабря 2004 | по данным на 20 декабря 2004 |
| Поз.                         | Теннисист                    | Очки                         | 2003                         | +/-                          |
| ---------------------------- | ---------------------------- | ---------------------------- | ---------------------------- | ---------------------------- |
| 1                            | Роджер Федерер               | 6335                         | 2                            | ▲ 1                          |
| 2                            | Энди Роддик                  | 3655                         | 1                            | ▼ 1                          |
| 3                            | Ллейтон Хьюитт               | 3590                         | 17                           | ▲ 14                         |
| 4                            | Марат Сафин                  | 3060                         | 77                           | ▲ 73                         |
| 5                            | Карлос Мойя                  | 2520                         | 7                            | ▲ 2                          |
| 6                            | Тим Хенмен                   | 2465                         | 15                           | ▲ 9                          |
| 7                            | Гильермо Кориа               | 2400                         | 5                            | ▼ 2                          |
| 8                            | Андре Агасси                 | 2100                         | 4                            | ▼ 4                          |
| 9                            | Давид Налбандян              | 1945                         | 8                            | ▼ 1                          |
| 10                           | Гастон Гаудио                | 1920                         | 34                           | ▲ 24                         |
| 11                           | Йоахим Юханссон              | 1595                         | 95                           | ▲ 84                         |
| 12                           | Гильермо Каньяс              | 1595                         | 272                          | ▲ 260                        |
| 13                           | Томми Робредо                | 1465                         | 21                           | ▲ 8                          |
| 14                           | Доминик Хрбаты               | 1380                         | 61                           | ▲ 47                         |
| 15                           | Себастьян Грожан             | 1370                         | 10                           | ▼ 5                          |
| 16                           | Михаил Южный                 | 1340                         | 43                           | ▲ 27                         |
| 17                           | Томми Хаас                   | 1330                         | -                            | -                            |
| 18                           | Андрей Павел                 | 1325                         | 69                           | ▲ 51                         |
| 19                           | Николас Массу                | 1320                         | 12                           | ▼ 7                          |
| 20                           | Винсент Спейди               | 1285                         | 29                           | ▲ 9                          |

### Парный рейтинг (Игроки)
| по данным на 20 декабря 2004 | по данным на 20 декабря 2004 | по данным на 20 декабря 2004 | по данным на 20 декабря 2004 | по данным на 20 декабря 2004 |
| Поз.                         | Теннисист                    | Очки                         | 2003                         | +/-                          |
| ---------------------------- | ---------------------------- | ---------------------------- | ---------------------------- | ---------------------------- |
| 1                            | Даниэль Нестор               | 4630                         | 7                            | ▲ 6                          |
| 1                            | Марк Ноулз                   | 4630                         | 8                            | ▲ 7                          |
| 3                            | Йонас Бьоркман               | 4490                         | 6                            | ▲ 3                          |
| 4                            | Боб Брайан                   | 3925                         | 2                            | ▼ 2                          |
| 4                            | Майк Брайан                  | 3925                         | 2                            | ▼ 2                          |
| 6                            | Тодд Вудбридж                | 3885                         | 5                            | ▼ 1                          |
| 7                            | Махеш Бхупати                | 3625                         | 4                            | ▼ 3                          |
| 8                            | Уэйн Блэк                    | 3245                         | 23                           | ▲ 15                         |
| 9                            | Кевин Ульетт                 | 3245                         | 18                           | ▲ 9                          |
| 10                           | Максим Мирный                | 3185                         | 1                            | ▼ 9                          |
| 11                           | Фабрис Санторо               | 2915                         | 9                            | ▼ 2                          |
| 12                           | Микаэль Льодра               | 2850                         | 12                           | ▬                            |
| 13                           | Леандер Паес                 | 2820                         | 13                           | ▬                            |
| 14                           | Пол Хенли                    | 2340                         | 10                           | ▼ 4                          |
| 15                           | Мартин Родригес              | 2260                         | 19                           | ▲ 4                          |
| 16                           | Цирил Сук                    | 2250                         | 16                           | ▬                            |
| 17                           | Мартин Дамм                  | 2235                         | 15                           | ▼ 2                          |
| 18                           | Ненад Зимонич                | 2220                         | 32                           | ▲ 14                         |
| 19                           | Гастон Этлис                 | 2130                         | 21                           | ▲ 2                          |
| 20                           | Павел Визнер                 | 1935                         | 27                           | ▲ 7                          |